# Andningsballong

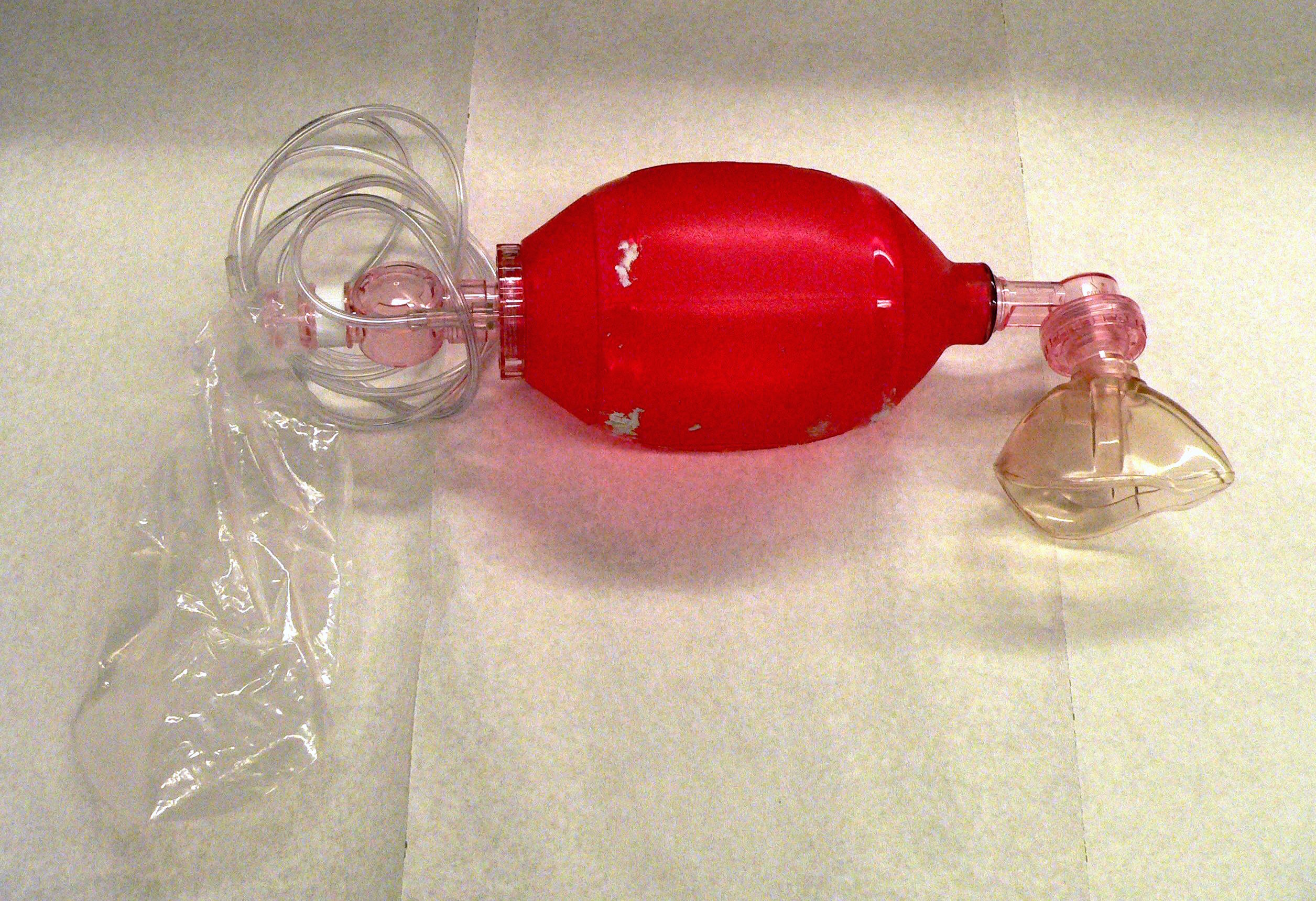
En andningsballong av engångsmodell.

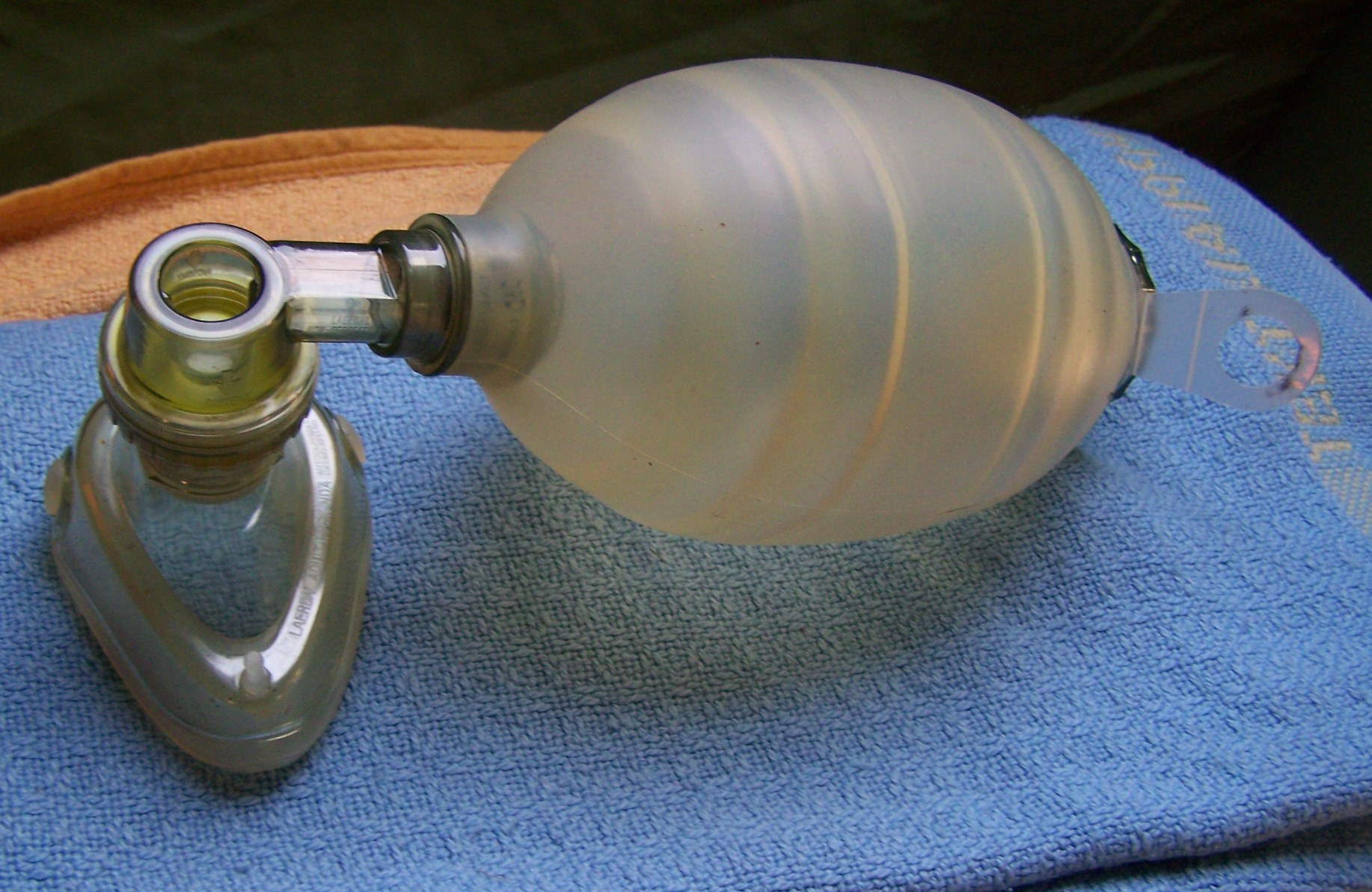
Andningsballong.

Andningsballong är en ballong av silikon eller andra plaster som används vid andningsstillestånd eller andningssvårigheter, för att blåsa ner luft i patientens lungor. I dagligt tal kallas den Rubens blåsa eller Rubensblåsa efter den danske narkosläkaren Henning Ruben.
Den fungerar utan extra tillsättning av syre men kan kopplas upp till syre om det finns tillgängligt. Den fungerar så att luften kommer in i ena änden av själva "ballongen" som sedan kläms ihop och går igenom en ventil (beror på modell) ut genom masken. Masken hålls tätt mot patientens ansikte (så att mun och näsa täcks) då kan luften blåsas in i patienten för att sedan komma ut genom en ventil. Den imiterar vår vanliga andning, Istället för att muskler används till att dra in luft så fungerar operatörens (vårdarens) handkraft som "muskler" så att luften kan tryckas in för att syresätta lungorna. När trycket släpper sjunker lungorna ihop och luften åker ut igen.
Andningsballonger används på olika vårdinrättningar och ute i ambulansfordon men finns även på andra platser där den kan behövas.